# Bertomil
Bertomil es una aldea española situada en la parroquia de Brates, del municipio de Boimorto, en la provincia de La Coruña, Galicia.

## Demografía
| Gráfica de evolución demográfica de Bertomil entre 2000 y 2018 |
|                                                                |
| Población de derecho según el padrón municipal del INE         |